# Ermita del Calvari (Montaverner)
L'ermita del Calvari o del Santíssim Crist de la Paciència és un petit temple situat en la partida del Tossal del Calvari, al municipi de Montaverner. És un Bé de Rellevància Local amb identificador nombre 46.24.173-001.

## Història
El temple va substituir un anterior destruït. S'obri al públic els dijous de Quaresma.

## Descripció
Es troba en una zona d'esplai envoltada per un camp d'oliveres i parcialment tancada per una tàpia en la qual s'obri una porta amb un arc de mig punt.
El temple és de planta rectangular. Presenta a l'exterior els volats dels altars laterals coberts per teuladetes independents. En el costat esquerre té adossat l'habitatge de l'ermità, abandonat i també amb teulada independent de menor altura. La coberta principal del temple és de teules a dues aigües.
La façana acaba en un frontó triangular. Sobre aquest hi ha una espadanya de pedra amb la data de 1941, sense campana i amb un penell. La cornisa està adornada amb motius piramidals. La porta és de ferro i es troba en una portada amb arc de mig punt. Sobre la dovella hi ha un petit retaule de taulells que representa a Crist en braços de la seua mare. Més amunt hi ha una làpida amb la inscripció En memòria de don Joan Antonio Mompó Pla.Any 1941.
L'interior està cobert amb volta de canó, amb arcs torals que es recolzen en pilastres amb capitells d'ordre corinti. Hi ha altars laterals senzills amb imatgeria moderna. El presbiteri s'alça tres graderies. En el seu retaule es troba la talla del titular.